# Asphalt: Injection
Asphalt: Injection es un videojuego de carreras codesarrollado por Gameloft Romania y Gameloft Bucharest lanzado para PlayStation Vita y Android en 2011 para Japón y 2012 fuera de Japón. Fue publicado por Konami en Japón y Ubisoft en todo el mundo para PlayStation Vita y por Gameloft para Android.

## Jugabilidad
El juego contiene tres modos de juego principales. El modo "Carrera" le permite al jugador desbloquear pistas, autos y actualizaciones. En "Juego libre", el jugador puede jugar con pistas y vehículos previamente desbloqueados. El modo "Multijugador" le da al jugador la posibilidad de jugar contra otros en línea. El juego incluye 52 autos con licencia, 20 clases profesionales y 15 pistas de carreras de la versión para Android de Asphalt 6: Adrenaline. La versión de Android disponible en los teléfonos Lenovo K860 incluye 2 autos exclusivos basados en el Audi R8 y Ferrari Enzo.

## Recepción
El juego recibió "revisiones generalmente desfavorables" según el sitio web agregador de reseñas Metacritic. En Japón,  Famitsu  le otorgó una puntuación de los cuatro sietes para un total de 28 de 40.